# Ráj (Karviná)
Ráj (deutsch Roj, polnisch Raj) ist ein Ortsteil der Stadt Karviná im Okres Karviná in Tschechien. Ráj liegt im Ostrauer Becken, südöstlich des Stadtzentrums von Fryštát, am rechten Ufer der Olsa, auf dem alten Weg von Freistadt nach Teschen.

## Geschichte
Im Liber fundationis episcopatus Vratislaviensis (Zehntregister des Bistums Breslau) wurde Frienstad in Ray erwähnt, also die neue vom Deutschen gegründete freie Stadt auf dem Grund der älteren slawischen Siedlung entstand, deren Name ein Paradies, im Sinne schön gelegener, fruchtbarer Ort, bezeichnete. Die Änderung in der örtlichen Aussprache in den Teschener Mundarten von Raj auf Roj tauchte erst im 16. Jahrhundert (1573: Roy) auf und wurde im deutschen amtlichen Namen behalten. Nach Walter Kuhn, einem eifrigen Forscher des Deutschtums im Teschener Schlesien, soll es ein Teil der Freistädter deutschen Sprachinsel im Mittelalter gewesen sein, die acht Dörfer umfasste, weil noch im Jahr 1571 11 der 18 Bauern in diesem Waldhufendorf deutschnamig waren. Anderer Meinung ist Idzi Panic, nach dem das Dorf immer polnischsprachig war.

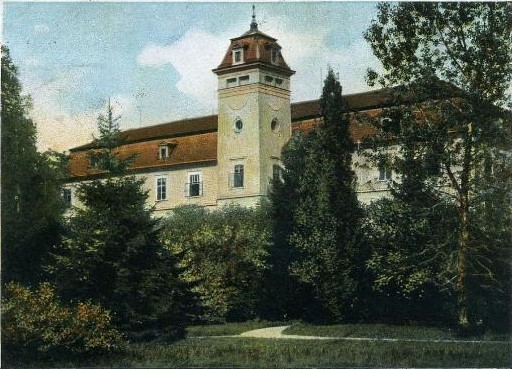
Schloss

Seit 1327 bestand das Herzogtum Teschen als Lehensherrschaft des Königreichs Böhmen, seit 1526 gehörte es zur Habsburgermonarchie. 1563 bis 1570 wurde ein Renaissanceschloss im Dorf gebaut. Im Jahre 1573 entstand die Freie Standesherrschaft von Freistadt, der das Dorf unterstand. Nach dem Tod des ersten Besitzers, Wenzel Zikan von Slupska, wurde die Herrschaft in Ray/Roj mit Darkau und Lonkau ausgegliedert, und wurde danach oft in verschiedenen Händen erworben. In der Beschreibung Teschener Schlesiens von Reginald Kneifl im Jahr 1804 (meistens Stand aus dem Jahr 1799) war Roy, ein Dorf und eine freie Minder-Standesherrschaft mit dem Sitz im örtlichen Schloss im Besitz vom herrn Georg Freyherrn von Bees und Kronstein, Landmarschalle und Rathe des herzoglichen Landrechtes zu Teschen, im Teschner Kreis. Das Dorf hatte 43 Häuser mit 290 schlesisch-polnischen Einwohnern, die der Pfarrei von Freistadt gehörten.

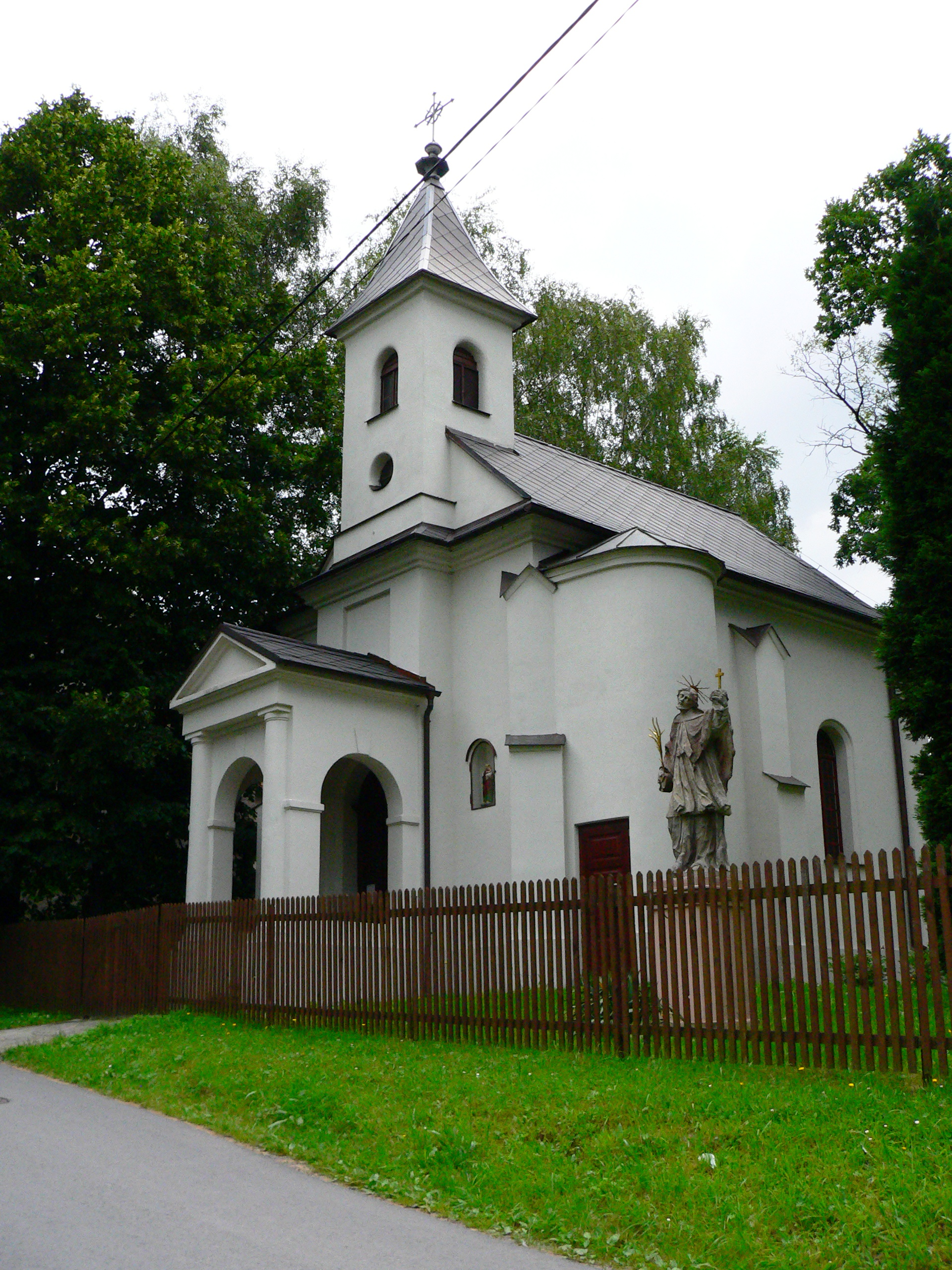
Kapelle

Nach der Aufhebung der Patrimonialherrschaften bildete Roj ab 1850 eine Gemeinde in Österreichisch-Schlesien, Bezirk Teschen und ab 1868 im Bezirk Freistadt. Derweil nahm die ethnographische Gruppe der schlesischen Lachen (Untergruppe der Schlesier) deutliche Gestalt an, wohnhaft in Roj, traditionell Teschener Mundarten sprechend.
1899 wurde das Schloss vom Heinrich Larisch von Moennich abgekauft.
1918, nach dem Zusammenbruch der k.u.k. Monarchie, wurde das Gebiet von Teschen strittig. Am 5. November laut dem Vergleich zwischen polnischen und tschechischen Nationalräten wurde Darków ein Teil Polens. Die tschechoslowakische Regierung erkannte den Vergleich nicht an. Nach dem Polnisch-Tschechoslowakischen Grenzkrieg, einer nicht verwirklichten Volksabstimmung, sowie der Entscheidung des Botschafterrats der Siegermächte am 28. Juli 1920 wurde der Ort unter dem Namen Ráj ein Teil der Tschechoslowakei und des Bezirks Karviná.
1938 wurde Karviná an Polen angeschlossen und kam im Jahre darauf nach der Besetzung Polens zum Deutschen Reich. Während der deutschen Besatzung wurden Karwin, Bad Darkau, Freistadt, Roy und Altstadt im Landkreis Teschen 1944 zur Stadt Karwin-Freistadt vereinigt. Nach dem Zweiten Weltkrieg war Ráj zunächst wieder eigenständig, bis es 1948 erneut nach Karviná und Fryštát eingemeindet wurde.
Nach dem Jahr 1963 entstanden die Plattenbausiedlungen Karviná-Ráj und Mizerov und die Einwohnerzahl explodierte. Letztlich wurde das Městský stadion Karviná in Raj eröffnet.

### Einwohnerentwicklung
| Jahr       | 1869 | 1880 | 1890 | 1900 | 1910 | 1921 | 1930 | 1950 | 1961 | 1970  | 1980  | 1991  | 2001  |
| ---------- | ---- | ---- | ---- | ---- | ---- | ---- | ---- | ---- | ---- | ----- | ----- | ----- | ----- |
| Einwohnern | 622  | 766  | 865  | 838  | 1053 | 1276 | 1486 | 1685 | 1347 | 19717 | 21231 | 18817 | 17142 |

1. ↑  Darunter: 721 (94,4 %) polnischsprachig, 40 (5,2 %) deutschsprachig, 3 (0,4 %) tschechischsprachig;
2. ↑  Darunter: 809 (95,4 %) polnischsprachig, 38 (4,5 %) deutschsprachig, 1 (0,1 %) tschechischsprachig;
3. ↑  Darunter: 810 (98,4 %) polnischsprachig, 11 (1,3 %) deutschsprachig, 3 (0,3 %) tschechischsprachig;
4. ↑  Darunter: 1003 (97,3 %) polnischsprachig, 23 (2,2 %) deutschsprachig, 5 (0,5 %) tschechischsprachig; 1039 (98,7 %) römisch-katholisch, 14 (1,3 %) evangelisch;